# Karasiewek
Karasiewek – niewielkie jezioro w gminie Bakałarzewo, w powiecie suwalskim, w woj. podlaskim.
Powierzchnia jeziora wynosi 12,5 ha, zaś jego maksymalna głębokość 17,5 m. Na północno-zachodnim skraju połączone jest ciekiem wodnym z Jeziorem Sumowo. Karasiewek jest jednym z akwenów wchodzących w skład Jezior Bakałarzewskich.